# Vlag van Bathmen

Vlag van Bathmen
(1981-2005)

De vlag van Bathmen werd op 23 april 1981 bij raadsbesluit vastgesteld als de gemeentelijke vlag van de Overijsselse gemeente Bathmen.  Op 1 januari 2005 ging de gemeente op in de gemeente Deventer, waardoor de vlag als gemeentevlag kwam te vervallen.

## Beschrijving
De beschrijving luidt: 
Drie banen van gelijke hoogte van rood, geel en blauw, met aan de broekzijde op de rode baan het gemeentelijke wapenschild.
De vlag was al langer officieus in gebruik, waarschijnlijk sinds 1938, toen tijdens het defilé ter gelegenheid van het veertigjarig regeringsjubileum van koningin Wilhelmina speciale defileervlaggen aan alle Nederlandse gemeenten werden uitgereikt. Hoewel niet zo bedoeld hebben diverse gemeenten, waaronder Bathmen, deze vlag als gemeentevlag aangenomen. De vlag van Bathmen is van de defileervlag afgeleid maar toont enige verschillen. Zo waren de defileervlaggen vierkant, met in het kanton een veld met de tekening van het gemeentelijke wapenschild (zoals bij de vlag van Wanneperveen), terwijl in de rechthoekige vlag van Bathmen het gemeentewapen als geheel in de bovenste baan is geplaatst.

## Verwant symbool

Wapen van Bathmen

Ambt Delden 
· Avereest 
· Bathmen 
· Blokzijl 
· Brederwiede 
· Den Ham 
· Denekamp 
· Diepenheim 
· Diepenveen 
· Genemuiden 
· Goor 
· Gramsbergen 
· Hasselt 
· Heino 
· Holten 
· IJsselham 
· IJsselmuiden 
· Markelo 
· Nieuwleusen 
· Noordoostpolder 
· Olst 
· Ootmarsum 
· Rijssen 
· Stad Delden 
· Steenwijk 
· Steenwijkerwold 
· Urk 
· Vollenhove 
· Vriezenveen 
· Wanneperveen 
· Weerselo
· Wijhe 
· Zwartsluis 
· Zwollerkerspel